# Katthaj
Katthaj (Pseudotriakis microdon) är en hajart som beskrevs av de Brito Capello 1868. Katthaj ingår i släktet Pseudotriakis och familjen Pseudotriakidae. IUCN kategoriserar arten globalt som otillräckligt studerad. Inga underarter finns listade i Catalogue of Life.
Arten registrerades i flera olika havsområden fördelad över hela världen. Observationer från södra halvklotet är däremot sällsynta. Katthajen vistas nära kusten vid ett djup av cirka 100 meter samt i upp till 1890 meter djupa regioner.
Vid födelsen är ungarna cirka 115 cm långa och de blir könsmogna vid en längd av ungefär 260 cm. Den bekräftade maximala längden är 295 cm.